# Chassalia macrodiscus
Chassalia macrodiscus är en måreväxtart som beskrevs av Karl Moritz Schumann. Chassalia macrodiscus ingår i släktet Chassalia och familjen måreväxter. Inga underarter finns listade i Catalogue of Life.